# Squalius svallize
Squalius svallize là một loài cá nước ngọt thuộc họ Cyprinidae.
Loài này có ở Bosna và Hercegovina và Croatia. Môi trường sống tự nhiên của chúng là sông ngòi và carxtơ nội địa. Chúng hiện đang bị đe dọa vì mất môi trường sống.